# Čubrelj
Çubrel en albanais et Čubrelj en serbe latin (en serbe cyrillique : Чубрељ) est une localité du Kosovo située dans la commune/municipalité de Skenderaj/Srbica et dans le district de Mitrovicë/Kosovska Mitrovica. Selon le recensement kosovar de 2011, elle compte 1 065 habitants, dont 1 064 Albanais.

## Démographie

### Évolution historique de la population dans la localité
| 1948 | 1953 | 1961 | 1971 | 1981  | 1991  | 2011  |
| ---- | ---- | ---- | ---- | ----- | ----- | ----- |
| 545  | 586  | 701  | 855  | 1 049 | 1 141 | 1 065 |

|  |